# Engelbert Röntgen

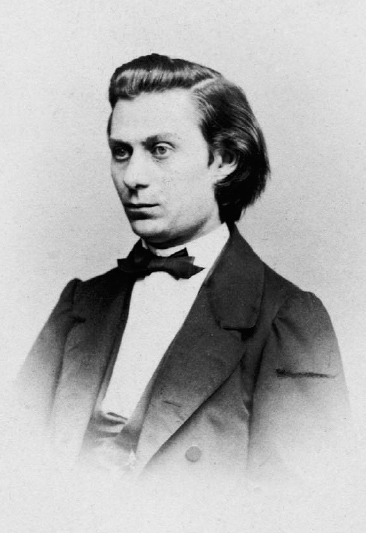
Engelbert Röntgen (1870)

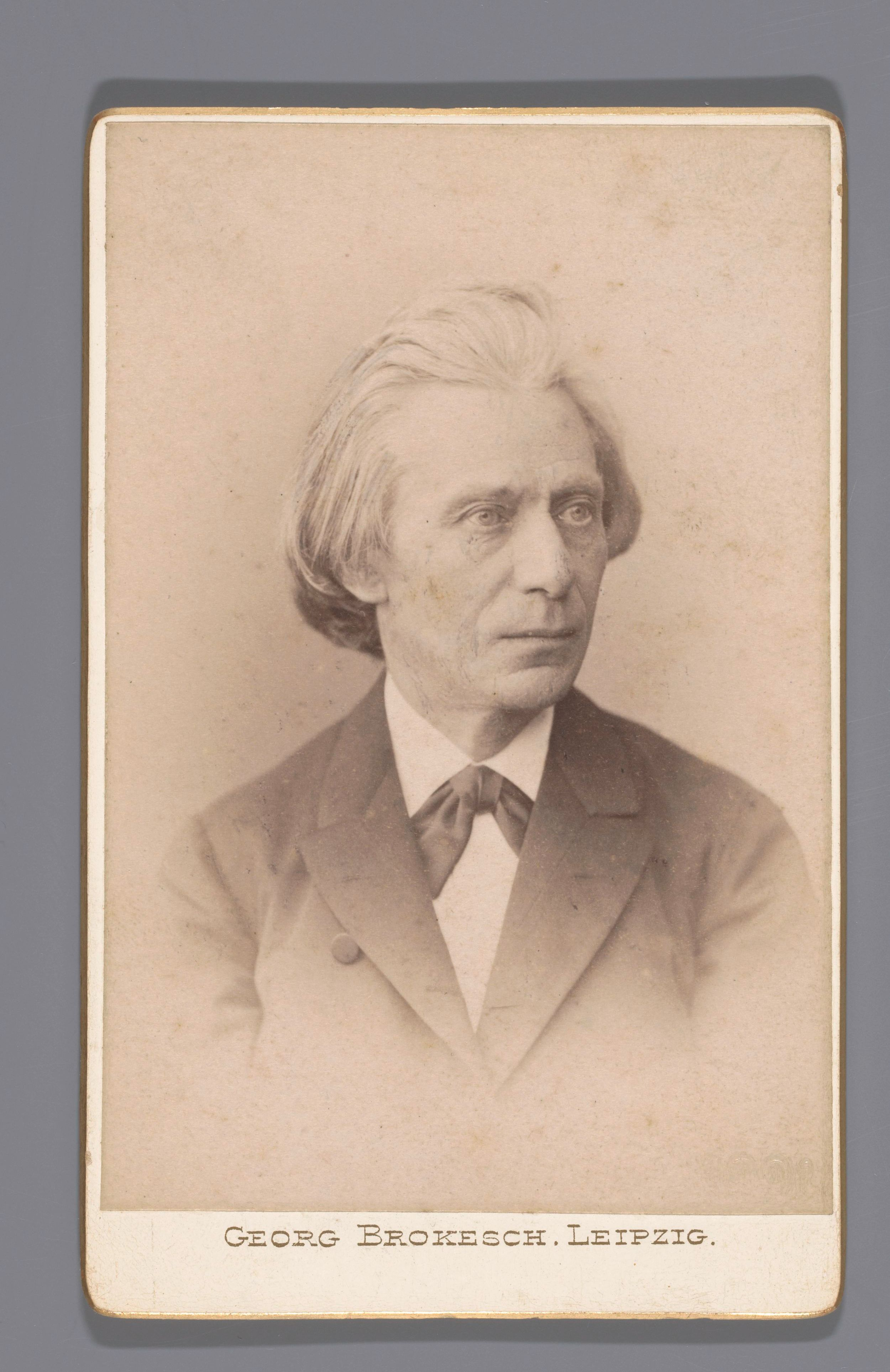
Engelbert Röntgen (1891)

Engelbert Johann Matthias Carel Röntgen (* 30. September 1829 in Deventer; † 12. Dezember 1897 in Leipzig) war ein deutsch-niederländischer Violinist und Konzertmeister des Leipziger Gewandhausorchesters.

## Leben
Engelbert Röntgen war Sohn des deutschen Kaufmanns Johann Engelbert Röntgen und der Niederländerin Carolina Huijser. Er ging als 19-Jähriger zum Studium zu Ferdinand David an das Leipziger Konservatorium. 1850 wurde er Mitglied des Gewandhausorchesters und übernahm nach dem Tode von Raimund Dreyschock (1824–1869) dessen Stelle als zweiter Konzertmeister. Nach dem Tode des langjährigen Konzertmeisters Ferdinand David (1810–1873) wurde er schließlich dessen Nachfolger. Er ist Widmungsträger des Violinkonzertes A-Dur, op. 68 von Ferdinand Thieriot.

## Familie
Seine Frau Pauline Röntgen geb. Klengel (* 28. Juni 1831 in Leipzig; † 25. Juli 1888 ebenda) war Pianistin und entstammte der angesehenen Leipziger Musikerfamilie Klengel. Ihr Vater Moritz Klengel war Geiger im Gewandhausorchester, ihr Neffe der Cellist Julius Klengel. Das Ehepaar hatte drei Kinder:
- Johanna Röntgen (1857),
- Caroline Röntgen (1860–1936), die den Bildhauer Arthur Trebst heiratete,
- Julius Röntgen (1855–1932), der als Pianist und Komponist in den Niederlanden lebte.

Röntgen war verwandt mit dem Physiker Wilhelm Conrad Röntgen.